# Mira Mendelson
Maria-Cecilia Abramowna Mendelson (* 26. Dezember 1914jul. / 8. Januar 1915greg. in Kiew, Russisches Kaiserreich; † 8. Juni 1968 in Moskau, Sowjetunion) war eine sowjetische Autorin und die zweite Ehefrau und Mitarbeiterin des russischen Komponisten Sergei Prokofjew.

## Leben
Maria-Cecilia Abramowna Mendelson war die Tochter eines jüdischen Professors. Sie studierte Literatur am Maxim-Gorki-Literaturinstitut in Moskau.
1938 traf sie den russischen Komponisten, Dirigenten und Pianisten Sergej Prokofjew. Sie war 23 und er 48 Jahre alt, und er war mit der in Spanien geborenen Sängerin Lina Prokofjewa (1897–1989) verheiratet. Der erste Hinweis auf ihre Beziehung war die Verwendung eines ihrer Gedichte im Zyklus Sieben Lieder (1939). 1941 verließ Prokofjew seine erste Frau Lina und die beiden Söhne und lebte offen mit Mira, die auch seine Sekretärin, Librettistin und literarische Beraterin war.
Am 13. Januar 1948 heirateten sie. Lina hatte nicht in die Scheidung eingewilligt, aber Prokofjew hatte ein sowjetisches Gesetz von 1944 genutzt, nach dem alle bestehenden Ehen registriert werden mussten, um gültig zu sein. Da die Prokofjews dies nicht getan hatten, konnte Prokofjew Mira ohne Scheidung heiraten.
Fünf Wochen nach der Hochzeit wurde Prokofjews Ex-Frau unter dem falschen Vorwurf der Spionage verhaftet und zu 20 Jahren Arbeitslager verurteilt; sie wurde erst 1956 entlassen, drei Jahre nach Prokofjews Tod.
Die Verhaftung führte bei russischen Emigranten im Westen zu Spekulationen, Mira könnte eine Agentin von Stalins Geheimpolizei sein, die den unabhängigen Geist Prokofjews unterwandern und auf Linie halten solle; die Behörden könnten sie zur Heirat gezwungen haben, damit sie die in Spanien geborene und daher verdächtige erste Frau Lina einsperren konnten. Miras Freunde wiesen diese Theorie als lächerlich zurück – Mira war nicht einmal Mitglied der Kommunistischen Partei und war ihrem Mann verbunden. Prokofjew war von Linas Schicksal schockiert und tat, was er konnte, um ihre Freiheit zu erreichen.
Die fünf Jahre bis zu Prokofjews Tod verbrachte das Paar unter ärmlichen Umständen. Prokofjew war nach einem Sturz 1945 chronisch krank, es gab keine Anzeichen staatlicher Anerkennung.
1953 starb Prokofjew. Mira katalogisierte seine Manuskripte und schrieb mehrere Artikel über ihn. Die sowjetische Zensur hinderte sie, ihr persönliches Zusammenleben zu erwähnen. Sie starb 15 Jahre nach Prokofjew.

## Veröffentlichungen
- Die Wahrheit über Prokofjew. Das Drama der letzten Jahre: Ein Erinnerungstagebuch (= Prokofjew-Studien; 4. Studia slavica musicologica; 38). Übersetzt und herausgegeben von Ernst Kuhn. Kuhn, Berlin, 2005, ISBN 3-936637-07-5.